# Svazování chodidel

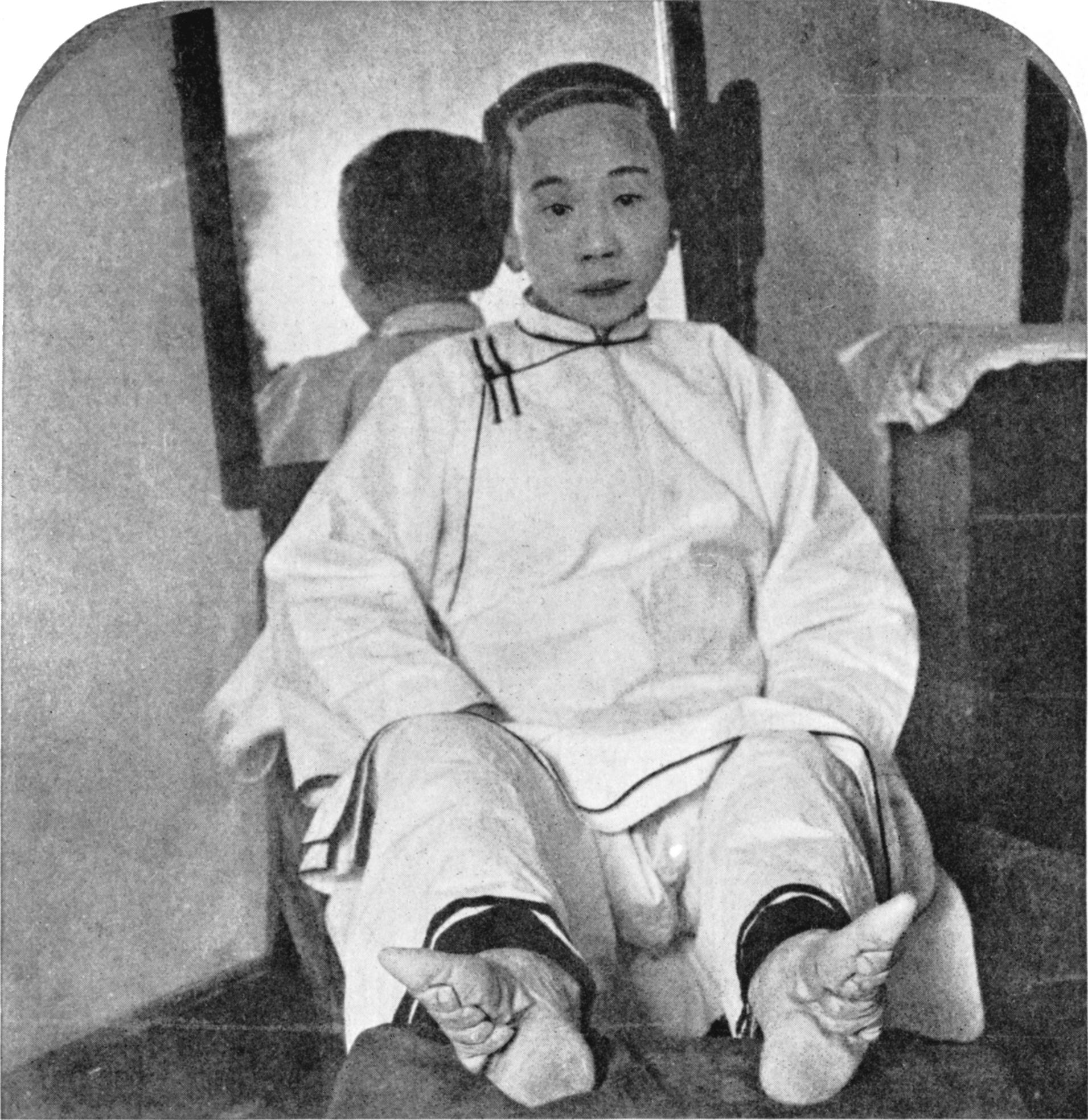
Čínská žena z vyšších vrstev z počátku 20. století s odhalenými chodidly

Svazování chodidel (čínsky: 缠足, pinyin: chánzú, doslova „svázaná chodidla“) byl zvyk praktikovaný na mladých dívkách a ženách po dobu přibližně jeden tisíc let v Číně, začínající v 10. století a končící na počátku 20. století. Cílem bylo zastavit růst chodidel nohy jejich pevnou bandáží. Zákrok probíhal tak, že dívkám ve věku cca 5 až 15 let byla neustále ovazována chodila dlouhými pruhy pevné látky. Nárt se zlámal a tíhu těla pak bylo nutné položit na konce pat. Následkem toho byly ženy schopné chodit pouze s obtížemi (běhat nemohly vůbec), i při stání byly nuceny se opírat o zeď.
Celý zvyk značně odpuzoval příslušníky nečínských národností. Mongolští i mandžuští císaři se jej pokoušeli omezit či zakázat, ale jejich úsilí přišlo vniveč. Zvyk byl nejrozšířenější mezi prostými rolníky, kteří se tímto způsobem snažili přiblížit aristokracii (přitom právě zde ženská práce chyběla nejvíc).

## Historie
Původ svazování není přesně znám a tak je více teorií o začátku této modifikace. Jeden příběh vypráví o konkubíně Daji z doby dynastie Šang (asi 1000 let př. n. l.), která požádala císaře, aby bylo svazování povinné pro všechny dívky a jen její nohy tak zůstaly standardem krásy a elegance. Jiná legenda zase vypráví o oblíbené kurtizáně císaře Xiao (5. století), která tančila bosá na plošině vykládané zlatem a perlami s designem lotosových květů. Císařovi se natolik líbila, že pravil: „lotos pramení z každého tvého kroku.“ To může být taky důvod, proč se svázaným nohám říká lotosové nohy. Neexistuje ale žádný důkaz, že by císař nechal kurtizáně chodidla svázat. Jiný císař zase požádal svou konkubínu, aby si svázala chodidla do bílého hedvábí tak, že budou připomínat tvar půlměsíce a zatančila balet – lotosový tanec. Podle císaře byla konkubína naprosto půvabná, a její tanec připomínal „klouzání na vrcholu zlatého lotosu“ a to vedlo jiné vysoce postavené dámy k tomu, aby také takto zkrášlily své nohy.
Svazování se stalo populární během dynastie Sung (10. století), kdy také bylo zvykem pít ze speciální boty, jejíž pata byla tvořena malým šálkem. V praxi se pak připíjelo právě na zlatý lotos.
Vázané nohy se staly symbolem krásy a jakousi jistotou pro nalezení manžela. Často se tak stávalo, že prvorozená dcera v chudší rodině podstoupila svázání, což z ní udělalo dámu (se znetvořenýma nohama nemohla pracovat – dámy nepracují) a díky tomu měla reálnou šanci najít si majetného muže. Tento zvyk se uchytil a trval až do konce 19. století.  

## Proces

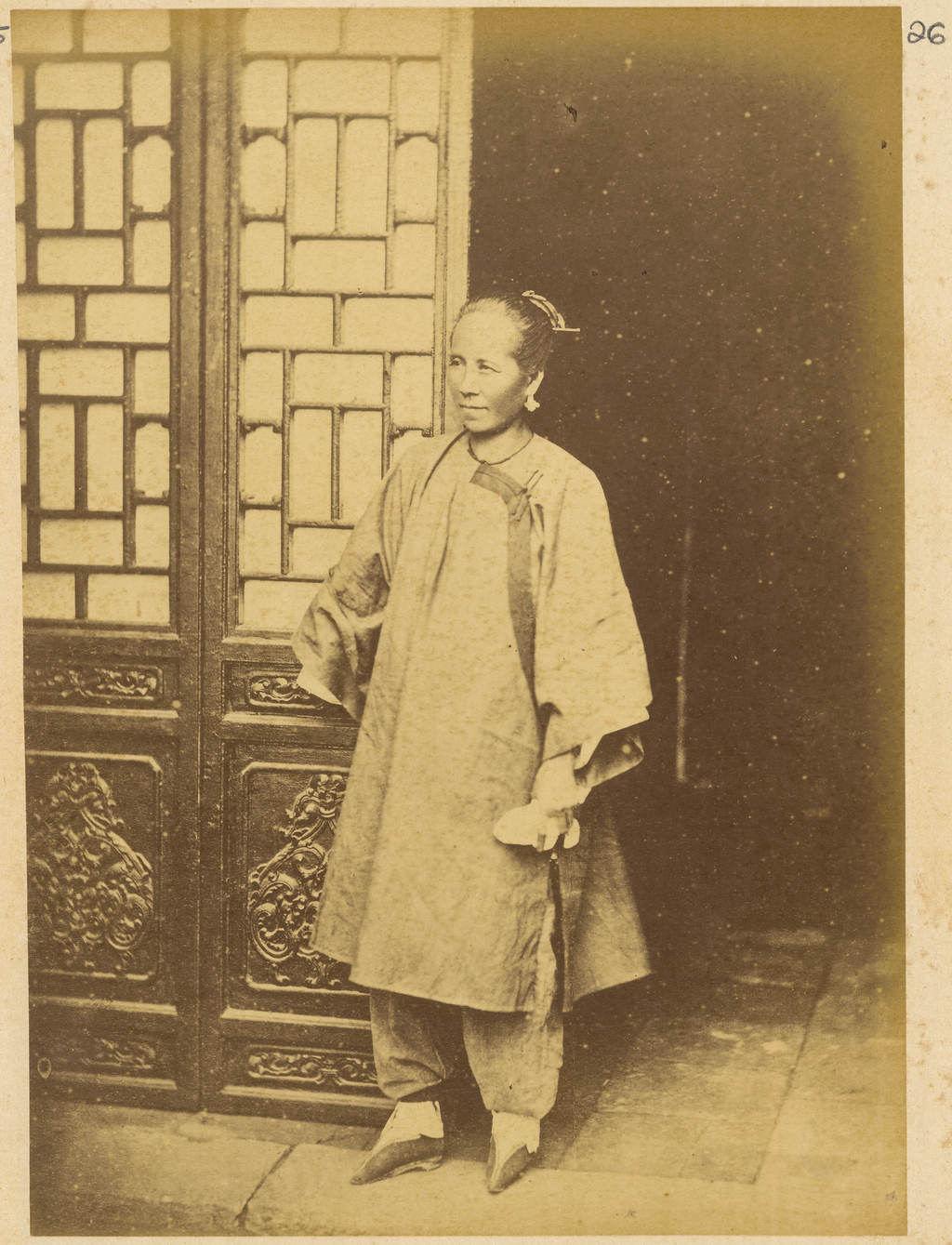
Lotosové nohy

Začalo se před tím, než se chodidlo začalo plně vyvíjet, což znamená mezi druhým a pátým rokem života. Nohy byly namočeny ve směsi bylin a zvířecí krve, což mělo zklidnit nohy a zmírnit tak případnou bolest. Nehty na nohou musely být zastřihnuté co nejvíce, aby se zabránilo jejich vrůstu do kůže a vytvoření infekce, protože prsty měly být přitisknuté pevně na chodidle nohy. Bavlněné obvazy se potom namočily do směsi bylin a krve a započalo pevné vázání. Pokud byla ve výsledku noha příliš velká, zatlačilo se na ohnuté prsty, až se zlomily a velikost byla zase o něco zredukována. To se ovšem stávalo dosti často. 

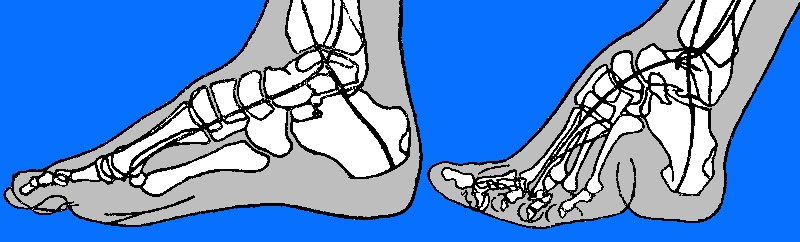
Schematické srovnání nesvázaného a svázaného chodidla

Polámané nohy vyžadovaly velkou péči a tak vždy, když byly obvazy sundány, se nohy umyly, prsty a zranění pečlivě zkontrolovaly a nehty se velmi pečlivě zastřihly. Samozřejmě se nesmělo zapomenout nohy namasírovat, aby se uvolnily a po té je ztlouct, aby byly kosti pružnější. Nohy byly také namočeny do odvaru, díky němuž odpadlo odumřelé maso. Poté se prsty ohnuly opět pod chodidla a byly znovu obvázány.
Tento proces se opakoval v majetných rodinách ideálně každý den a v chudších rodinách dvakrát až třikrát týdně, protože byla potřeba obměňovat opotřebované obvazy. Tuto práci vykonávaly z pravidla ženy najaty speciálně na tuhle práci, případně starší žena z rodiny (babička, teta), protože to bylo vhodnější (kvůli pohledu na bolest), než kdyby to prováděla samotná matka dívky.
I přes pečlivou péči se nohy často setkávaly s infekcemi. A to hlavně kvůli ranám z nehtů, což občas vedlo k jejich úplnému sloupnutí. Těsnost bandáží taky způsobovala špatný nebo téměř žádný oběh krve, takže jakékoliv poranění prstů bylo pravděpodobně neléčitelné a vedlo k infikování prstů a hnití masa. Kdyby se infekce z prstů rozšířila až do kosti, vedlo by to k jejich změkčení a
případně i odpadnutí prstů. Což svým způsobem bylo bráno jako výhoda, protože pak mohly být nohy svázány ještě těsněji. Dívkám s baculatými prsty byly dokonce záměrně vkládány střepy mezi prsty, aby se uměle vyvolala infekce. Stávalo se také, že infekce vyvolala septický šok, který vedl buď ke smrti, anebo kvůli němu měla dívka větší problémy, když vyrostla.
Často se stávalo, že zlomené kosti se nehojily po léta. Když ale dívky vyrostly, kosti se obvykle zahojily. V jejich dospívajícím věku ale byla stále velká šance, že se kosti zlomí, protože ještě nebyly pevné jako u dospělého jedince. Ovšem i u starších žen nemálo docházelo k zlomení kostí v důsledku špatného balancování a nerovnováhy na nohou.  

## Zajímavosti
- Vznikla dokonce příručka sexu, která obsahovala 48 různých způsobů, jak si se svázanými chodidly hrát.
- Tento zvyk se odráží i v pohádce O Popelce.[1]